# Энергетика Греции
Энергетика Греции — отрасль экономики, занимающаяся вопросами снабжения страны различными видами энергии, включая электроэнергию, вопросами  производства, потребления и импорта используемой энергии и сырья. В Греции доминирует Государственная энергетическая корпорация Греции, известная под аббревиатурой  ΔΕΗ (Δημόσια Επιχείρηση Ηλεκτρισμού Α.Ε.), DEI) или названием Public Power Corporation S.A. (PPC), мажоритарный пакет акций которой контролирует государство.

## Электроэнергетика
Корпорация ΔΕΗ поставляла 85,6 % всей электроэнергии в Греции в 2009 году и 77,3 % — в 2010 году. В период с 2009 по 2010 год доля производства частными производителями электроэнергии увеличилась на 56 % с 2709 ГВт⋅год в 2009 до 4232 ГВт⋅год в 2010.
По данным греческого оператора рынка электроэнергии LAGIE, общая установленная мощность в объединённой системе Греции на конец 2016 составляла почти 16 615 МВт, из них 3912 МВт приходились на ТЭС, работающие на буром угле (лигнитах), 4658 МВт — на природном газе, 3173 МВт — на крупные ГЭС и 4873 МВт — на возобновляемые источники энергии.
Суммарные запасы извлекаемых энергоносителей Греции оцениваются в размере 0,546 млрд тут, из которых 99,2 % — уголь. Энергетическая зависимость страны от импорта энергоносителей в соответствии с данными Eurostat (на апрель 2021 года) характеризуется диаграммой

EES EAEC. Энергетическая зависимость Греции, 1998—2019, проценты

На конец 2019 года электроэнергетика страны в соответствии с данными EES EAEC характеризуется следующими показателями. Установленная мощность нетто электростанций — 20 479 МВт, в том числе: тепловые электростанции, сжигающие органическое топливо (ТЭС) — 52,0 % , возобновляемые источники энергии (ВИЭ) — 48,0 %. Производство электроэнергии брутто — 48 626 млн кВт∙ч, в том числе: ТЭС — 67,6, ВИЭ — 32,4 %. Конечное потребление электроэнергии — 50 197 млн кВт∙ч, из которого: промышленность — 24,5 %, транспорт — 0,4 %, бытовые потребители — 34,6 %, коммерческий сектор и предприятия общего пользования — 35,7 %, сельское, лесное хозяйство и рыболовство — 4,8 %. Показатели энергетической эффективности за 2019 год: душевое потребление валового внутреннего продукта по паритету покупательной способности (в номинальных ценах) — 30 888 долларов США, душевое (валовое) потребление электроэнергии — 4680 кВт∙ч, душевое потребление электроэнергии населением — 1620 кВт∙ч. Число часов использования установленной мощности нетто электростанций — 2225 часов.

### Тепловые электростанции

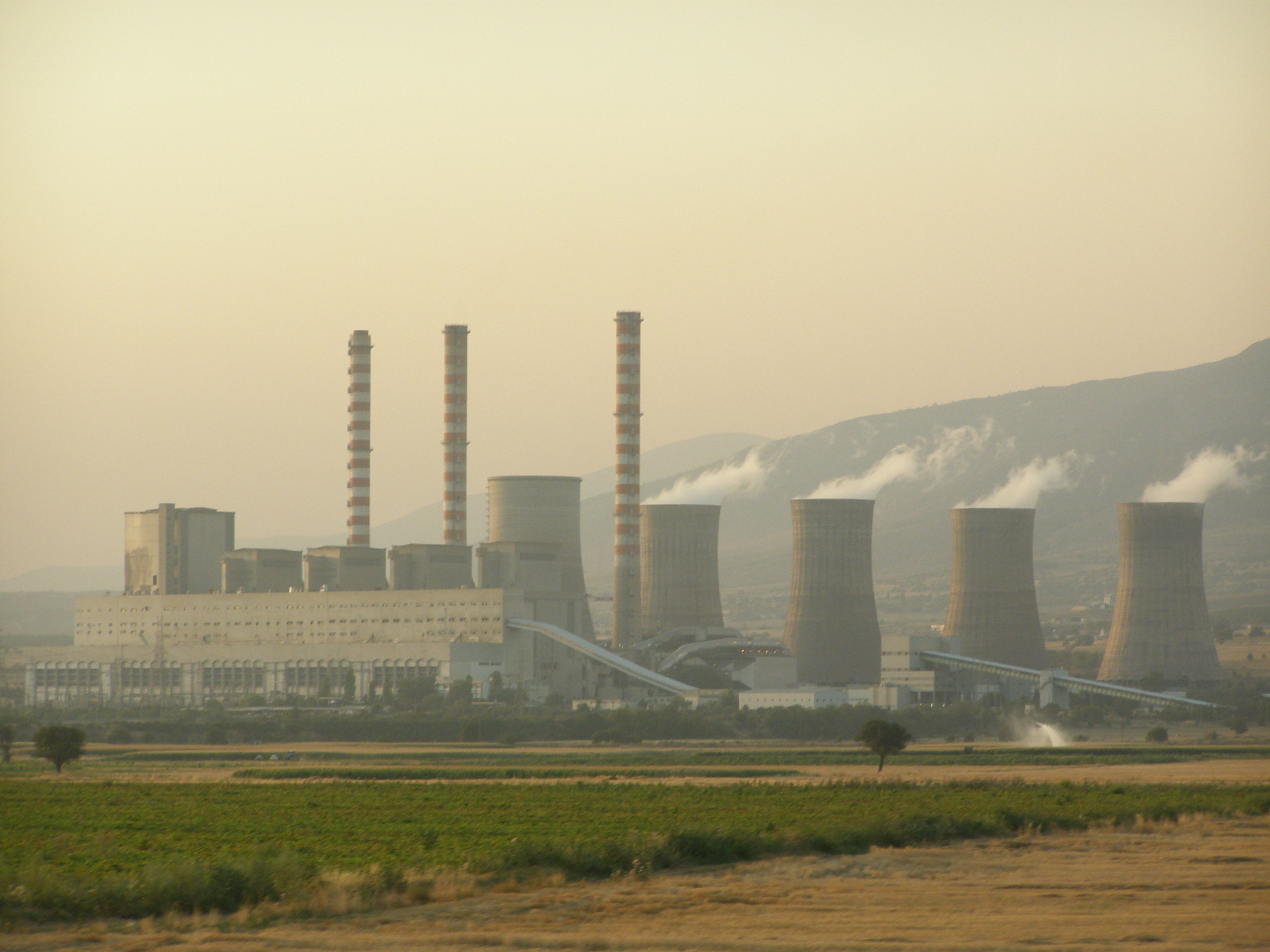
ТЭЦ «Айос-Димитриос»

Корпорация ΔΕΗ производила на ТЭС, работающих на буром угле (лигнитах), 51,6 % произведённой электроэнергии в 2009 году и 48 % — в 2010 году. На ТЭС, работающих на природном газе производилось 20 % электроэнергии Греции.

## Гидроэнергетика
На гидроэлектростанции приходилось 5 % производства электроэнергии Греции в 2011 году. В 2016 году доля гидроэлектростанций в общем производстве энергии составила 24,5 %. В 2022 году установленная мощность ГЭС составляла 3423 МВт.

## Атомная энергетика
В настоящее время в Греции нет атомных электростанций, но в 2009 году Афинская академия предложила начать исследования по возможности строительства атомных электростанций.

## Возобновляемая энергия

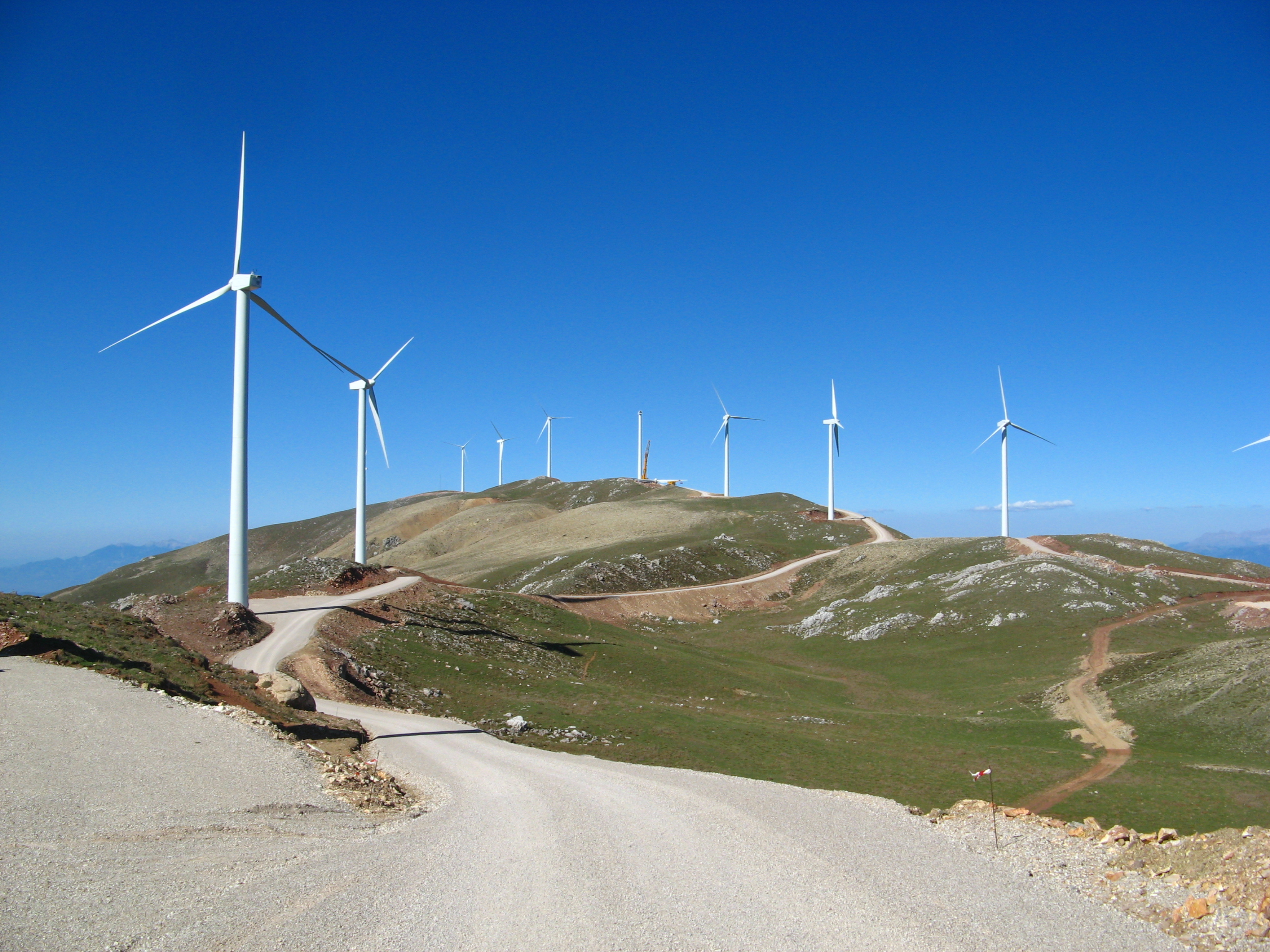
Вид на ветроэлектростанцию на горе Панахаикон

Следуя Директиве Европейского Парламента и Совета о поощрении использования энергии, произведённой из возобновляемых источников, Греция планировала к 2020 году увеличить долю производства электроэнергии из возобновляемых источников до 18 %. В 2015 году, по данным независимого оператора передачи электроэнергии в Греции ΑΔΜΗΕ, более 20 % электроэнергии производилось из возобновляемых источников энергии и на гидроэлектростанциях, а в апреле их доля достигала 50 %. Тенденция сохранилась в 2016 году. Доля возобновляемых источников энергии, кроме гидроэлектростанций, в общем конечном производстве энергии составила 24,5 % в 2016 году.
Директива 2009/28/ЕС о поощрении к использованию энергии, произведённой из возобновляемых источников, требует от стран ЕС, чтобы возобновляемая энергетика покрывала по крайней мере 20 % от общих потребностей в энергии до 2020 года. Для достижения этого определены отдельные национальные цели. В 2022 году установленная мощность объектов возобновляемой энергетики составляла 13 968 МВт.

### Биогаз
В 2022 году мощность биогаза составила 92 МВт.

### Биоэнергетика
Производство энергии из биомассы присутствует на рынке энергетики в Греции. Комиссия ЕС определяет биомассу как третий возобновляемый источник энергии в пределах ЕС после ветра и Солнца. Греция определила перспективную долю электроэнергии из биотоплива в 350 МВт. В 2022 году мощность биоэнергетики составляла 109 МВт.

### Ветроэнергетика
| Мощность ветроэнергетики ЕС и Греции (МВт) | Мощность ветроэнергетики ЕС и Греции (МВт) | Мощность ветроэнергетики ЕС и Греции (МВт) | Мощность ветроэнергетики ЕС и Греции (МВт) | Мощность ветроэнергетики ЕС и Греции (МВт) | Мощность ветроэнергетики ЕС и Греции (МВт) | Мощность ветроэнергетики ЕС и Греции (МВт) | Мощность ветроэнергетики ЕС и Греции (МВт) | Мощность ветроэнергетики ЕС и Греции (МВт) | Мощность ветроэнергетики ЕС и Греции (МВт) | Мощность ветроэнергетики ЕС и Греции (МВт) | Мощность ветроэнергетики ЕС и Греции (МВт) | Мощность ветроэнергетики ЕС и Греции (МВт) | Мощность ветроэнергетики ЕС и Греции (МВт) | Мощность ветроэнергетики ЕС и Греции (МВт) | Мощность ветроэнергетики ЕС и Греции (МВт) | Мощность ветроэнергетики ЕС и Греции (МВт) | Мощность ветроэнергетики ЕС и Греции (МВт) | Мощность ветроэнергетики ЕС и Греции (МВт) | Мощность ветроэнергетики ЕС и Греции (МВт) | Мощность ветроэнергетики ЕС и Греции (МВт) | Мощность ветроэнергетики ЕС и Греции (МВт) | Мощность ветроэнергетики ЕС и Греции (МВт) |
| Страна                                     | 2022 год                                   | 2021 год                                   | 2017 год                                   | 2016 год                                   | 2015 год                                   | 2014 год                                   | 2013 год                                   | 2012 год                                   | 2011 год                                   | 2010 год                                   | 2009 год                                   | 2008 год                                   | 2007 год                                   | 2006 год                                   | 2005 год                                   | 2004 год                                   | 2003 год                                   | 2002 год                                   | 2001 год                                   | 2000 год                                   | 1999 год                                   | 1998 год                                   |
| ------------------------------------------ | ------------------------------------------ | ------------------------------------------ | ------------------------------------------ | ------------------------------------------ | ------------------------------------------ | ------------------------------------------ | ------------------------------------------ | ------------------------------------------ | ------------------------------------------ | ------------------------------------------ | ------------------------------------------ | ------------------------------------------ | ------------------------------------------ | ------------------------------------------ | ------------------------------------------ | ------------------------------------------ | ------------------------------------------ | ------------------------------------------ | ------------------------------------------ | ------------------------------------------ | ------------------------------------------ | ------------------------------------------ |
| ЕС                                         | 204 122                                    | 188 453                                    | 148 956                                    | 138 019                                    | 127 217                                    | 115 659                                    | 105 667                                    |                                            | 97 187                                     | 84 074                                     | 74 767                                     | 64 712                                     | 56 517                                     | 48 069                                     | 40 511                                     | 34 383                                     | 28 599                                     | 23 159                                     | 17 315                                     | 12 887                                     | 9678                                       | 6453                                       |
| Греция                                     | 4879                                       | 4649                                       | 2624                                       | 2370                                       | 2091                                       | 1978                                       | 1809                                       | 1753                                       | 1629                                       | 1208                                       | 1087                                       | 985                                        | 871                                        | 746                                        | 573                                        | 473                                        | 383                                        | 297                                        | 272                                        | 189                                        | 112                                        | 39                                         |

В 2022 году мощность ветроэнергетики составляла 4879 МВт.

### Солнечная энергетика
В 2022 году мощность солнечной энергетики составляла 5557 МВт.

## Нефть

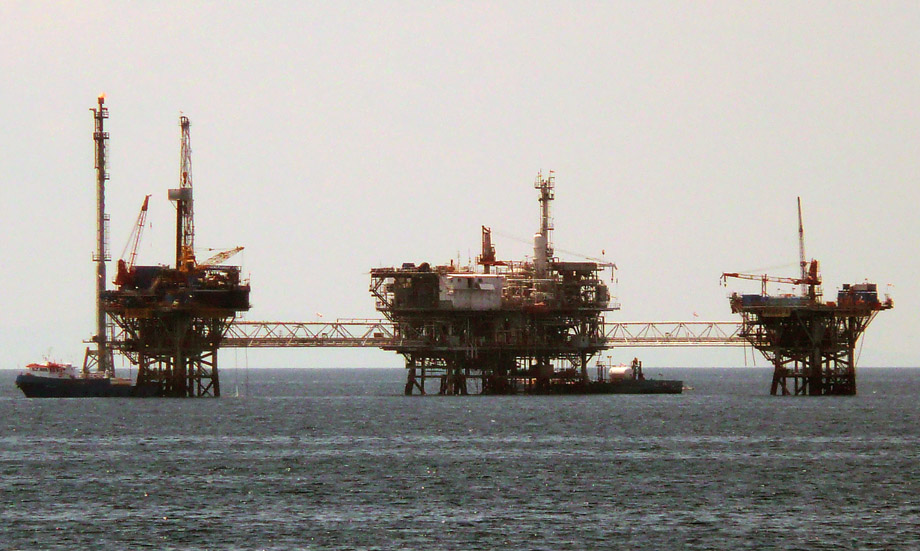
Буровая платформа у Кавалы

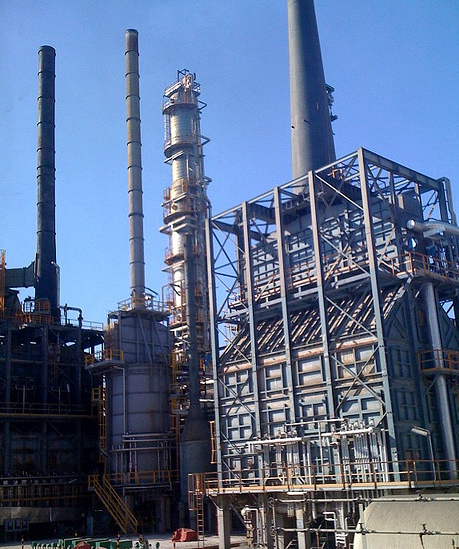
Нефтеперегонный комплекс Hellenic Petroleum

В Греции подтверждённые запасы нефти составляют 10 млн баррелей по состоянию на 1 января 2011 года. Hellenic Petroleum — крупнейшая в стране нефтяная компания, следующая за ней — Motor Oil Hellas. Добыча нефти в Греции составляет 7946 баррелей в сутки. Греция занимает 90-е место по добыче в мире. Она экспортирует 1863 баррелей в сутки (57-е место) и импортирует 496 660 баррелей в сутки (25-е место).
В 2011 году греческое правительство одобрило начало разведки и бурения нефти на трёх месторождениях в пределах Греции, где по оценкам возможна добыча от 250 до 300 млн баррелей в течение следующих 15—20 лет. Также по оценкам объём выручки с трёх месторождений будет равен 25 млрд евро за 15 лет, из которых 13—14 млрд евро поступят в государственный бюджет. Спор между Грецией и Турцией по Эгейскому морю создаёт значительные препятствия разведке нефти в Эгейском море.
Кроме этого, Греция планирует начать разведку нефти и газа в других местах в Ионическом море, а также в Ливийском море, в пределах греческой исключительной экономической зоны южнее Крита. Министерство окружающей среды, энергетики и изменений климата объявило, что различные страны, включая Норвегию и США, заинтересованы в этой разведке.
Газопровод Турция — Греция (296 км), соединяющий газотранспортные системы Турции и Греции, завершён в сентябре 2007 года.

## Природный газ
По трансадриатическому газопроводу импортируется газ из Азербайджана (1 млрд м³ в год). Посредством интерконнектора Греция — Болгария осуществляется транзит газа через территорию Греции в Болгарию.
Осуществляется строительство интерконнектора Греция — Северная Македония, а также плавучей станции для хранения и регазификации сжиженного природного газа в Александруполисе.

## Угольная промышленность
Разрабатывается угольный разрез Хоремис (греч. Ορυχείο Χωρεμίου) Мегалополисского бассейна у села Хоремис близ города Мегалополис на Пелопоннесе, принадлежащий Государственной энергетической корпорации Греции (ΔΕΗ). Лигнит поступает на блок IV ТЭС «Мегалополис-2», единственный находящийся в эксплуатации. В 2020 году добыча лигнитов на руднике Хоремис составила 2,81 млн т. Запланировано закрытие разреза в 2023 году.
Крупнейшие месторождения бурого и каменного угля в Греции находятся в Западной Македонии.
Добычу лигнитов ведёт Λιγνιτικό Κέντρο Δυτικής Μακεδονίας (ΛΚΔΜ), дочерняя компания ΔΕΗ у города Птолемаис. В 2020 году ΛΚΔΜ произвела 10,3 млн т лигнитов. Компания обеспечивает топливом блок V ТЭЦ «Птолемаис», находящийся в пробной эксплуатации, ТЭС «Мелити» и ТЭЦ «Айос-Димитриос», блоки III—V которой отпускают тепло в систему централизованного теплоснабжения города Козани.